# Feliks Bachowski
Feliks Bachowski (XVII w.) – duchowny rzymskokatolicki, kustosz kolegiaty ołyckiej, popularyzator teologii.
Z ramienia kapituły ołyckiej przed 1652 został proboszczem w Kazimierzowie. W 1665 Kozacy zniszczyli miejscowy kościół. Staraniem Bachowskiego w 1670 wzniesiono murowana kaplicę. W 1671 malarz z Łucka Antoni Samołowic skopiował za sugestią Bachowskiego obraz Matki Bożej, znajdujący się w skarbcu Radziwiłłów w Ołyce. Wkrótce obraz zasłynął jako cudowny. 